# Energy (zespół muzyczny)
Energy – polski zespół muzyczny, założony w styczniu 2008 z inicjatywy Łukasza Lazera i Wojciecha Olszewskiego. Skład zespołu uzupełniła pochodząca z Rypina wokalistka Joanna Czarnecka, która wcześniej występowała z duetem pod nazwą Aisha i Delfin.
Po sformowaniu się zespołu wydali utwór „Minus i plus”, który zakwalifikował się do grona 11 wykonawców walczących o nagrodę Bursztynowego Słowika konkursu Sopot Festival w 2008. Wydali kilka singli, w tym „Cudowna noc”, „Srebrzysta zima” i trance mix utworu „Czuję bit”, jednakże – ze względu na medialną popularność wyłącznie piosenki „Minus i plus” – określani są mianem artysty jednego przeboju.